# Caloplaca ignea
Calopaca ignea Arup es un liquen crustáceo de distribución mundial caracterizado por su color naranja oscuro que destaca en las rocas sobre las que se desarrolla.

## Descripción
Presenta areolas de límites lobulados y bien definidos que pueden llegar a unirse y solaparse a las formadas por otras especies adyacentes ocupando grandes extensiones de roca. Sus tallos se encuentran surcados por profundas grietas, que proporcionan un aspecto distintivo; pese a ello, es fácil de confundir con Xanthoria elegans, de color más rojizo.
Los apotecios tienen por lo general el mismo color naranja del talo, aunque es posible encontrar también apotecios de color negro, que pueden ser lecanorinos o lecideínos (productor de esporas) y de parafisos ramificados; las esporas, sin embargo, son completamente incoloras. Estas responden al modelo de espora polarilocular, con un engrosamiento central que divide la estructura internamente en dos cavidades.
El color naranja de esta especie se debe a la presencia en el talo de la parietina, una quinona presente también en diversas especies de Xanthoria.

## Hábitat
Este liquen crece en paredes de roca expuestas sintiendo predilección por aquellas zonas ricas en nitrógeno por acúmulo de excrementos de aves o mamíferos.